# Margaret Jope
Henriette Margaret Jope, geb. Halliday (* 1913 in Peterhead, Schottland; † 2004 vermutlich in Oxford), war eine britische Biochemikerin.

## Leben und Wirken
Sie absolvierte ihr Studium der Chemie an der Universität Aberdeen und promovierte zum DPhil am Somerville College in Oxford. Sie traf ihren zukünftigen Ehemann Martyn Jope während der Arbeit am Dyson Perrins Laboratorium der Universität Oxford. Nach ihrer Heirat begleitete Margaret ihren Gatten Martyn nach Belfast, wo er später Professor für Archäologie an der Queen’s University wurde.
Margaret setzte ihre Forschungen in der Geologie-Abteilung der Universität von Belfast fort, wo sie in erster Linie zum Thema Armfüßer (Brachiopoda) arbeitete, besonders deren Schalen-Protein.
Zu ihren weiteren Forschungsschwerpunkten gehörten die Kristallisation von Hämoglobin, und in Zusammenarbeit mit ihrem Gatten Martyn, untersuchte sie Tierknochen, insbesondere Vogelknochen an archäologischen Stätten vor allem in Nordirland und Oxfordshire.
Margaret und Martyn Jope waren einander eng verbunden und teilten alle Aspekte des Lebens gemeinsam von der Musik bis hin zu gemeinsamen Veröffentlichungen zu biochemischen und biologischen Untersuchungen. Beide waren Fellow der Londoner Gesellschaft für Altertumsforscher, und gemeinsam waren sie regelmäßige Besucher im Burlington House, sowohl während der Semesterferien der Queen’s University als auch im Ruhestand, den sie gemeinsam in ihrem Haus in Oxford verbrachten.

## Veröffentlichungen über Armfüßer (Brachiopoda) und Riesenhirsche (Megaloceroi)

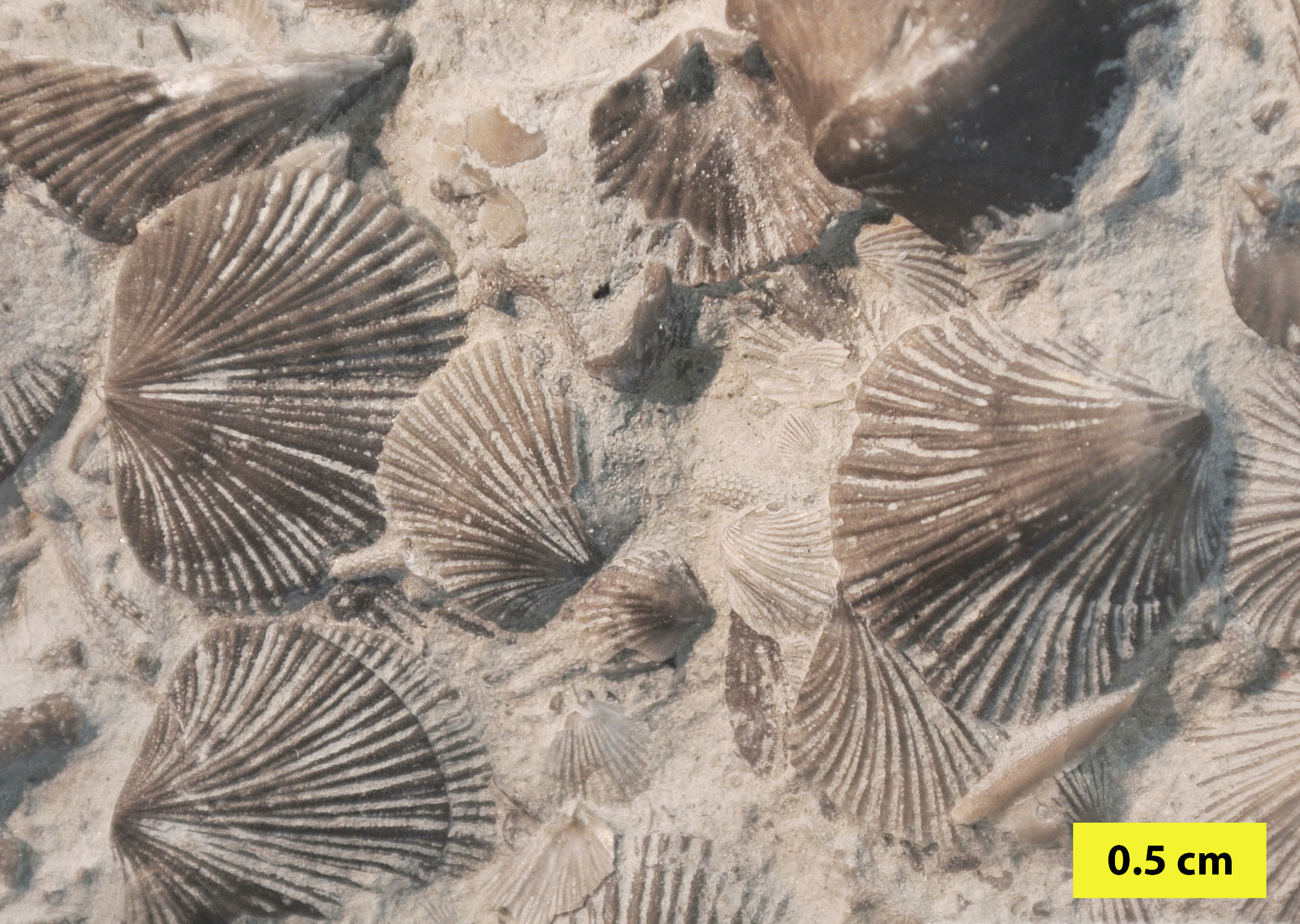
Armfüßer (Brachiopoda) Cincinnetina meeki

- H M Jope, „Composition of Brachiopod Shell“, „Treatise on Invertebrate Palaeontology“, ed. R C Moore, Brachiopoda, vol H, University of Kansas Press?, 1965, p H156–H164.
- H M Jope, „The Protein of Brachiopod Shell I: Amino acid composition and implied protein taxonomy“, Comp. Biochem. Physiol., 20 (1967), p 593–600.
- H M Jope, „The Protein of Brachiopod Shell II: Shell protein from fossil articulates: amino acid composition“, Comp. Biochem. Physiol., 20 (1967), p 601–605.
- H M Jope, „The Protein of Brachiopod Shell III: Comparison with structural protein of soft tissue“, Comp. Biochem. Physiol., 30 (1969), p 209–224.
- H M Jope, „The Protein of Brachiopod Shell IV: Shell protein from fossil inarticulates: amino acid composition and Disc Electrophoresis of fossil articulate shell protein“, Comp. Biochem. Physiol., 30 (1969), p 225–232.
- H M Jope, „Constituents of Brachiopod Shells“, Comprehensive Biochemistry, ed. M Florkin and E H Stotz, 26C (1971), p 749–784.
- H M Jope, „The Protein of Brachiopod Shell V: N-terminal End Groups“, Comp. Biochem. Physiol., 45B (1973), p 17–24.
- H M Jope, „Brachiopod Shell Proteins: Their functions and taxonomic significance“, American Zoology, 17 (1977), p 133–140.
- H M Jope, „The Protein of Brachiopod Shell VI: C Terminal end groups and sodium dodecyl sulphate-polyacrylamide gel electrophoresis: molecular constitution and structure of the protein“, Comp. Biochem. Physiol., 63B (1979), p 163–173.
- H M Jope, „Phylogenetic Information derivable from Fossil Brachiopods“, Biogeochemistry of Amino Acids, ed. P E Hare, Wiley, 1980, p 83–94.
- H M Jope, „Evolution of Brachiopods: The Molecular Approach“, Les Brachiopoda, Fossils et Actuels, ed. P R Racheboeuf and C C Emig, Brest, 1985, p 103–111.

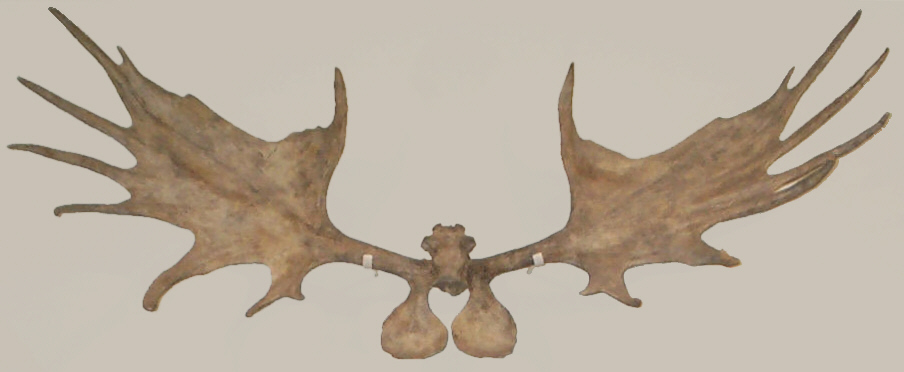
Geweih eines Riesenhirsches, Megaloceros giganteus antecedens, Spannweite ca. 2,60 Meter

- E M Jope and H M Jope: Note on collagen molecular preservation in an 11 ka old Megaceros (Giant Deer) antler: solubilization in a non-aqueous medium (anhydrous formic acid). Mitteilung über eine molekulare Collagenpräservation in einem 11.000 Jahre alten Megacerosgeweihs (Riesenhirsch): Solubilisierung in einem nichtwässrigen Medium (wasserfreie Ameisensäure), Applied Geochemistry, Volume 4, Issue 3, May-June 1989, Pages 301–302, First International Workshop on Fossil Bone, doi:10.1016/0883-2927(89)90033-4, ISSN 0883-2927.